# San Marcos, Yaxcabá
San Marcos är en ort i Mexiko.   Den ligger i kommunen Yaxcabá och delstaten Yucatán, i den östra delen av landet, 1 100 km öster om huvudstaden Mexico City. San Marcos ligger 31 meter över havet och antalet invånare är 173.
Terrängen runt San Marcos är mycket platt. Runt San Marcos är det glesbefolkat, med 10 invånare per kvadratkilometer. Närmaste större samhälle är Tiholop, 9,4 km norr om San Marcos. I omgivningarna runt San Marcos växer i huvudsak städsegrön lövskog.